# Altaveu de rang complet

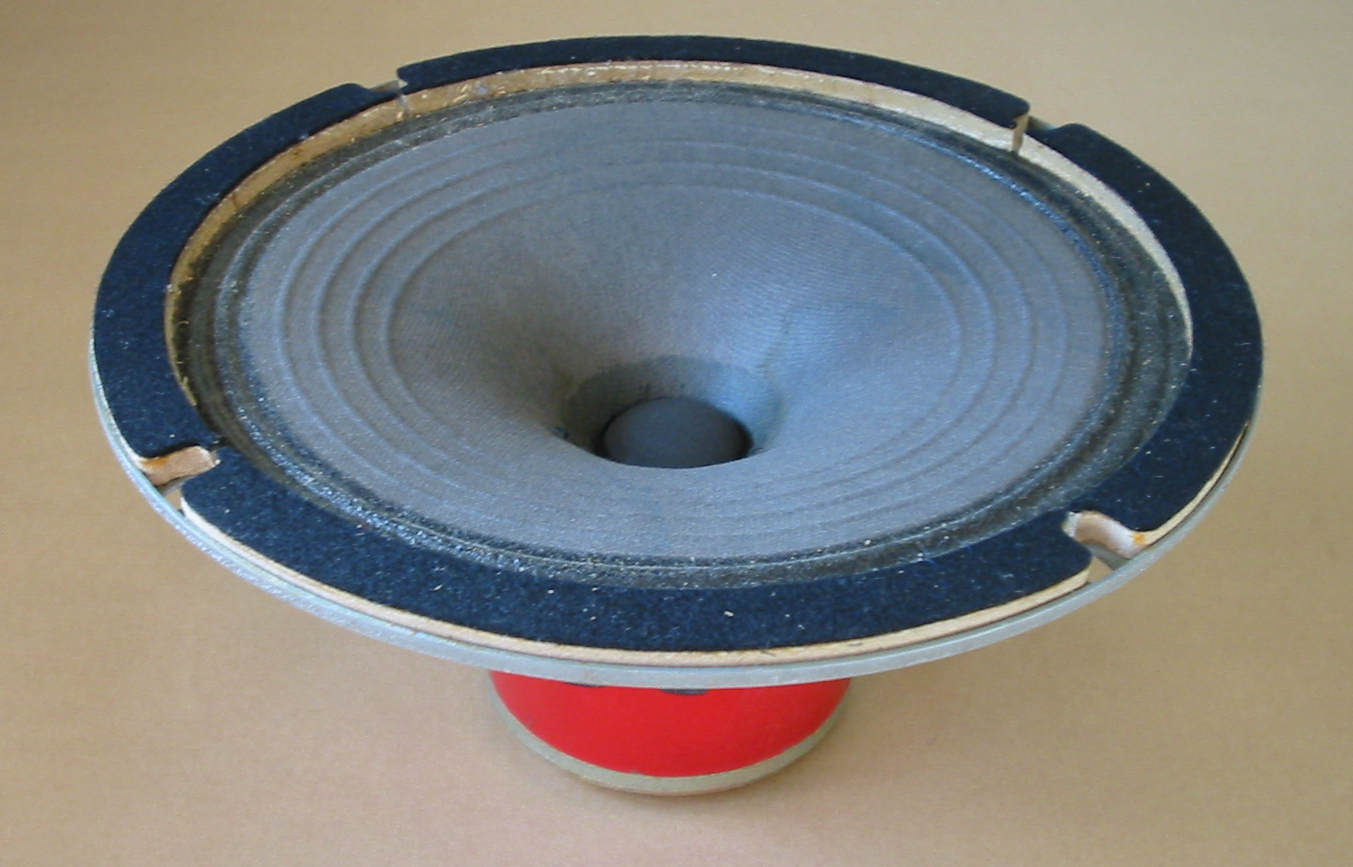
Goodmans Axiette, un dels primers conductors de gamma completa d'un sol con.

Una unitat d'accionament d'altaveus de gamma completa es defineix com un controlador que reprodueix la major part possible del rang de freqüències audibles, dins de les limitacions imposades per les limitacions físiques d'un disseny específic. El rang de freqüències d'aquests controladors es maximitza mitjançant l'ús d'un con whizzer i altres mitjans. La majoria dels sistemes de controlador únic, com els de les ràdios o els dissenys d'altaveus d'ordinadors petits, no poden reproduir totes les freqüències audibles o tot el rang d'àudio audible (és a dir, el so dins del rang de l'oïda humana).

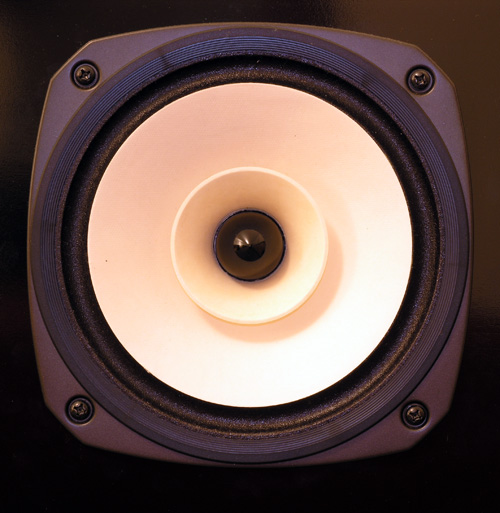
Unitat d'accionament de gamma completa Fostex FE206e (modificada) utilitzant un con whizzer.

## Dissenys típics

Secció transversal d'un controlador d'altaveus de gamma completa amb un disseny de con whizzer.

Normalment, una unitat d'accionament de gamma completa consta d'un únic element conductor, o bobina de veu, que s'utilitza per moure i controlar un diafragma . Sovint, l'estructura del con inclou optimitzacions per millorar el rendiment d'alta freqüència. Per exemple, es pot muntar una petita trompa de poca massa o un con silbador on es troben la bobina de veu i el diafragma, augmentant així la sortida a freqüències altes. La forma i els materials utilitzats en el con i el whizzer estan molt optimitzats. Els fabricants s'esforcen per optimitzar els materials, el disseny i la construcció de cada component per aconseguir un rendiment òptim i una fidelitat d'àudio. Les tecnologies avançades com els imants de neodimi, els sistemes de refrigeració de la bobina de veu i les guies d'ona milloren encara més les capacitats dels altaveus, assegurant una reproducció acurada precisa i minimitzant la distorsió.
Una altra disposició utilitza una cúpula radiant en lloc de la tapa de pols habitual; és acústicament actiu. A la majoria de controladors d'altaveus, aquests taps de pols es construeixen de manera que siguin relativament inerts acústicament. De vegades, la tapa de pols pren la forma d'una petita forma cònica, que es diu que millora la dispersió a freqüències més altes. Tanmateix, altres dissenys simplement modifiquen el diafragma i els materials de la cúpula/whizzer en comptes d'acoblar el diafragma de manera conforme per aconseguir un funcionament de gamma completa.
En alguns dissenys, el diafragma principal es pot acoblar a la bobina de veu mitjançant un enllaç compatible de manera que les vibracions d'alta freqüència no s'hi transmetin, sinó que es mouen el con del zumbidor. La tècnica d'utilitzar un diafragma acoblat (o modificat) de manera compatible per a les freqüències baixes i un silbador auxiliar o una tapa de pols modificada (cúpula) per a la resposta d'alta freqüència d'un altaveu és una implementació mecànica d'un crossover d'àudio.

## Aplicacions
Les unitats d'accionament de gamma completa es poden trobar en aplicacions que van des d'altaveus multimèdia econòmics fins a sistemes esotèrics més costosos, aquests últims sovint utilitzen grans línies de transmissió o tancaments carregats de botzina per augmentar la sortida de baixa freqüència. Hi ha un grup actiu de construcció d'altaveus aficionats al web que se centra en controladors de gamma completa i tancaments per a ells.

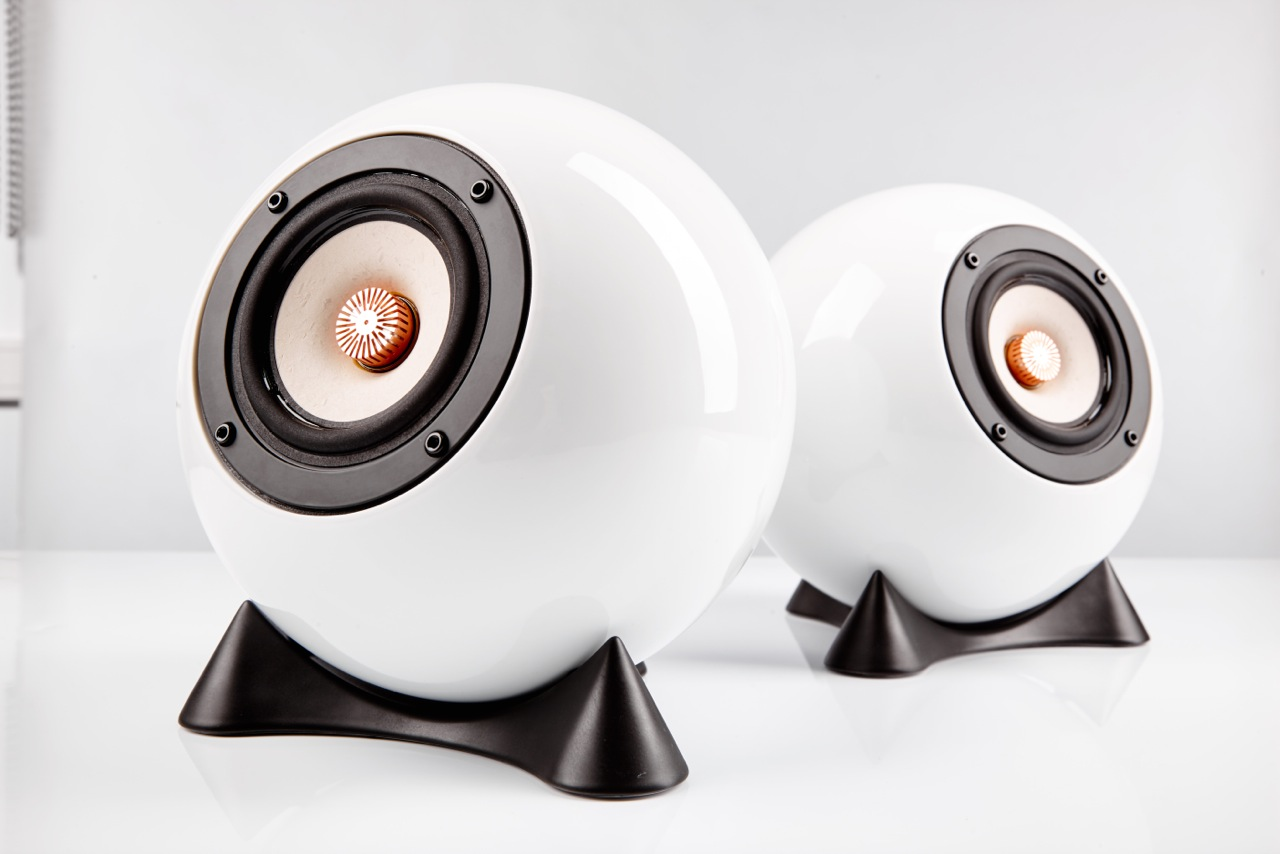
Altaveu esfèric amb controlador únic